# Gabriel Amunátegui Jordán
Gabriel Amunátegui Jordán (Santiago, Chile, 4 de febrero de 1898 - ibídem, 10 de febrero de 1955) fue un profesor, ensayista y político liberal chileno.  

## Biografía
Fue hijo del académico y Rector de la Universidad de Chile Gregorio Amunátegui Solar y de Ana Luisa Jordán Swinburn. Hermano del político liberal Gregorio Amunátegui Jordán
Estudió la secundaria en el Instituto Nacional y después siguió Derecho en la Universidad de Chile, donde se tituló de abogado en 1920 y más tarde fue profesor de derecho político. En consonancia con la tradición familiar, enseñó también historia y geografía (Liceo José Victorino Lastarria).
Fue presidente del Consejo de Censura Cinematográfica (1918) y de la Sociedad Nacional de Minería (1921), dirigió la Biblioteca Nacional (1919) y encabezó la Dirección de Bibliotecas, Archivos y Museos (DIBAM) desde 1935 hasta 1947. participó como miembro fundador del Instituto de Conmemoración Histórica de Chile en 1937.
Varias de sus obras fueron galardonadas con importantes premios, como el Municipal de Ensayo.

## Obras
- Justo y Domingo Arteaga Alemparte. Ensayo biográfico y juicio crítico, 1918
- Manual de Derecho Constitucional, 1950
- Regímenes políticos, 1951
- Partidos políticos, 1952
- Principios generales del Derecho Constitucional, 1953

## Premios y reconocimientos
- Premio universitario Eleodoro Gormaz por Justo y Domingo Arteaga Alemparte. Ensayo biográfico y juicio crítico
- Premio Municipal de Literatura de Santiago 1952, categoría Ensayo, por Regímenes políticos
- Premio universitario Manuel Egidio Ballesteros 1953 por Regímenes políticos y Partidos políticos
- Caballero de la Legión de Honor, con motivo de haber fundado la "Sala Francia." en la Biblioteca Nacional.
- Comendador Do Cruxeiro do Sur, con motivo del intercambio bibliográfico con el Brasil.[3]